# Тонтогані (Огайо)
Тонтогані (англ. Tontogany) — селище (англ. village) в США, в окрузі Вуд штату Огайо. Населення — 387 осіб (2020).

## Географія
Тонтогані розташоване за координатами 41°25′16″ пн. ш. 83°44′28″ зх. д. / 41.42111° пн. ш. 83.74111° зх. д. (41.421033, -83.740976).  За даними Бюро перепису населення США в 2010 році селище мало площу 0,79 км², уся площа — суходіл.

## Демографія
Згідно з переписом 2010 року, у селищі мешкало 367 осіб у 146 домогосподарствах у складі 103 родин. Густота населення становила 465 осіб/км².  Було 162 помешкання (205/км²).
Расовий склад населення:
| - 97,8 % — білих - 0,3 % — корінних американців - 1,1 % — осіб інших рас |

До двох чи більше рас належало 0,8 %. Частка іспаномовних становила 8,7 % від усіх жителів.
За віковим діапазоном населення розподілялося таким чином: 28,1 % — особи молодші 18 років, 58,5 % — особи у віці 18—64 років, 13,4 % — особи у віці 65 років та старші. Медіана віку мешканця становила 37,5 року. На 100 осіб жіночої статі у селищі припадало 105,0 чоловіків;  на 100 жінок у віці від 18 років та старших — 94,1 чоловіків також старших 18 років.
Середній дохід на одне домашнє господарство  становив 66 101 долар США (медіана — 68 438), а середній дохід на одну сім'ю — 70 996 доларів (медіана — 82 692). За межею бідності перебувало 7,2 % осіб, у тому числі 14,4 % дітей у віці до 18 років та 2,3 % осіб у віці 65 років та старших.
Цивільне працевлаштоване населення становило 257 осіб. Основні галузі зайнятості: виробництво — 28,0 %, публічна адміністрація — 19,8 %, освіта, охорона здоров'я та соціальна допомога — 16,3 %, роздрібна торгівля — 14,8 %.